# 중성자 수송
중성자 수송(영어: Neutron transport, 중성자학으로도 알려짐)은 중성자의 운동과 물질과의 상호작용을 연구하는 학문이다. 핵 과학자와 핵공학자는 종종 중성자가 장치 내에서 어디에 있는지, 어느 방향으로 이동하는지, 얼마나 빠르게 움직이는지를 알아야 한다. 이는 일반적으로 원자로 노심과 실험 또는 산업용 중성자 입자 빔의 거동을 결정하는 데 사용된다. 중성자 수송은 복사전달의 일종이다.

## 배경
중성자 수송은 1800년대 기체 운동론을 연구하는 데 사용되었던 볼츠만 운송 방정식에 뿌리를 두고 있다. 1940년대 연쇄 반응 원자로가 발명되기 전까지는 대규모 개발이 이루어지지 않았다. 중성자 분포에 대한 면밀한 조사가 이루어지면서 간단한 기하학적 구조에서 우아한 근사치와 해석적 해법이 발견되었다. 그러나 컴퓨팅 성능이 증가함에 따라 중성자 수송에 대한 수치적 접근 방식이 보편화되었다. 오늘날 대규모 병렬 컴퓨터를 사용하여 중성자 수송은 전 세계 학계 및 연구 기관에서 여전히 매우 활발하게 개발되고 있다. 시간과 공간의 3차원에 따라 달라지고 에너지 변수가 여러 자릿수(meV의 일부에서 여러 MeV까지)에 걸쳐 있기 때문에 여전히 계산적으로 어려운 문제로 남아 있다. 현대적인 해법은 이산좌표법 또는 몬테카를로 방법을 사용하거나 둘의 하이브리드를 사용한다.

## 중성자 수송 방정식
중성자 수송 방정식은 중성자를 보존하는 균형 방정식이다. 각 항은 중성자의 이득 또는 손실을 나타내며, 균형은 본질적으로 중성자 이득이 중성자 손실과 같다고 주장한다. 다음은 그 공식이다.
{\displaystyle \left({\frac {1}{v(E)}}{\frac {\partial }{\partial t}}+\mathbf {\hat {\Omega }} \cdot \nabla +\Sigma _{t}(\mathbf {r} ,E,t)\right)\psi (\mathbf {r} ,E,\mathbf {\hat {\Omega }} ,t)=\quad }
{\displaystyle \quad {\frac {\chi _{p}\left(E\right)}{4\pi }}\int _{0}^{\infty }\mathrm {d} E^{\prime }\nu _{p}\left(E^{\prime }\right)\Sigma _{f}\left(\mathbf {r} ,E^{\prime },t\right)\phi \left(\mathbf {r} ,E^{\prime },t\right)+\sum _{i=1}^{N}{\frac {\chi _{di}\left(E\right)}{4\pi }}\lambda _{i}C_{i}\left(\mathbf {r} ,t\right)+\quad }
{\displaystyle \quad \int _{4\pi }\mathrm {d} \Omega ^{\prime }\int _{0}^{\infty }\mathrm {d} E^{\prime }\,\Sigma _{s}\!\!\left(\mathbf {r} ,E^{\prime }\rightarrow E,\mathbf {\hat {\Omega }} ^{\prime }\rightarrow \mathbf {\hat {\Omega }} ,t\right)\psi (\mathbf {r} ,E^{\prime },\mathbf {{\hat {\Omega }}^{\prime }} ,t)+s(\mathbf {r} ,E,\mathbf {\hat {\Omega }} ,t)}
여기서:
| 기호 | 의미 | 설명 |
| --- | --- | --- |
| {\displaystyle \mathbf {r} } | 위치 벡터 (예: x, y, z) | |
| {\displaystyle E} | 에너지 | |
| {\displaystyle \mathbf {\hat {\Omega }} ={\frac {\mathbf {v} (E)}{\|\mathbf {v} (E)\|}}={\frac {\mathbf {v} (E)}{v(E)}}}                                                                       | 운동 방향의 단위 벡터 (입체각) | |
| {\displaystyle t} | 시간 | |
| {\displaystyle \mathbf {v} (E)} | 중성자 속도 벡터 | |
| {\displaystyle \psi (\mathbf {r} ,E,\mathbf {\hat {\Omega }} ,t)\mathrm {d} r\,\mathrm {d} \!E\,\mathrm {d} \Omega }                                                                           | 각 중성자속 시간 {\displaystyle t}에 {\displaystyle r} 주변의 미분 부피 {\displaystyle \mathrm {d} r}에서, {\displaystyle E} 주변의 미분 에너지 {\displaystyle \mathrm {d} E} 입자와 연관되며, {\displaystyle \mathbf {\hat {\Omega }} } 주변의 미분 입체각 {\displaystyle \mathrm {d} \Omega }로 이동하는 중성자 이동 길이의 양      | 모든 각도에 대해 적분하면 스칼라 중성자속 {\displaystyle \phi \ =\ \int _{4\pi }\mathrm {d} \Omega \psi }를 얻음 |
| {\displaystyle \phi (\mathbf {r} ,E,t)\mathrm {d} r\,\mathrm {d} E} | 스칼라 중성자속 시간 {\displaystyle t}에 {\displaystyle r} 주변의 미분 부피 {\displaystyle \mathrm {d} r}에서, {\displaystyle E} 주변의 미분 에너지 {\displaystyle \mathrm {d} E} 입자와 연관된 중성자 이동 길이의 양 | |
| {\displaystyle \nu _{p}} | 핵분열당 생성되는 평균 중성자 수 (예: U-235의 경우 2.43). | |
| {\displaystyle \chi _{p}(E)} | 핵분열로 생성된 모든 중성자에서 출구 에너지 {\displaystyle E}의 중성자에 대한 확률 밀도 함수 | |
| {\displaystyle \chi _{di}(E)} | 지발 중성자 전구체에서 생성된 모든 중성자에서 출구 에너지 {\displaystyle E}의 중성자에 대한 확률 밀도 함수 | |
| {\displaystyle \Sigma _{t}(\mathbf {r} ,E,t)} | 모든 가능한 상호작용을 포함하는 거시적 총 핵반응 단면적 | |
| {\displaystyle \Sigma _{f}(\mathbf {r} ,E^{\prime },t)} | {\displaystyle E^{\prime }} 주변의 {\displaystyle \mathrm {d} E^{\prime }}에서 모든 핵분열 상호작용을 포함하는 거시적 핵분열 핵반응 단면적 | |
| {\displaystyle \Sigma _{s}\!\!\left(\mathbf {r} ,E'\rightarrow E,\mathbf {\hat {\Omega }} '\rightarrow \mathbf {\hat {\Omega }} ,t\right)\mathrm {d} E^{\prime }\mathrm {d} \Omega ^{\prime }} | 이중 미분 산란 단면적 {\displaystyle \mathrm {d} E^{\prime }}의 입사 에너지 {\displaystyle E^{\prime }} 및 {\displaystyle \mathrm {d} \Omega ^{\prime }}의 방향 {\displaystyle \mathbf {{\hat {\Omega }}^{\prime }} }에서 최종 에너지 {\displaystyle E} 및 방향 {\displaystyle \mathbf {\hat {\Omega }} }로의 중성자 산란을 특성화함. | |
| {\displaystyle N} | 지발 중성자 전구체 수 | |
| {\displaystyle \lambda _{i}} | 전구체 i의 붕괴 상수 | |
| {\displaystyle C_{i}\left(\mathbf {r} ,t\right)} | 시간 {\displaystyle t}에 {\displaystyle \mathbf {r} }에 있는 전구체 i의 총 수 | |
| {\displaystyle s(\mathbf {r} ,E,\mathbf {\hat {\Omega }} ,t)} | 소스 항 | |

수송 방정식은 위상 공간(시간 t, 에너지 E, 위치 {\displaystyle \mathbf {r} ,} 이동 방향 {\displaystyle \mathbf {\hat {\Omega }} .})의 주어진 부분에 적용될 수 있다. 첫 번째 항은 시스템 내 중성자의 시간 변화율을 나타낸다. 두 번째 항은 관심 공간 부피로 또는 부피 밖으로 중성자의 이동을 나타낸다. 세 번째 항은 해당 위상 공간에서 충돌하는 모든 중성자를 설명한다. 우변의 첫 번째 항은 핵분열로 인한 이 위상 공간에서의 중성자 생산이며, 우변의 두 번째 항은 지발 중성자 전구체(즉, 중성자 붕괴를 겪는 불안정한 핵)로 인한 이 위상 공간에서의 중성자 생산이다. 우변의 세 번째 항은 내부 산란이며, 이는 다른 곳에서의 산란 상호작용의 결과로 이 위상 공간 영역으로 들어가는 중성자이다. 우변의 네 번째 항은 일반적인 소스이다. 이 방정식은 일반적으로 {\displaystyle \phi (\mathbf {r} ,E),}를 찾기 위해 해결되는데, 이는 차폐 및 선량 측정 연구에서 주요 관심사인 반응 속도를 계산할 수 있기 때문이다.

## 중성자 수송 계산 유형
해결되는 문제 유형에 따라 여러 가지 기본 중성자 수송 문제가 존재한다.

### 고정 소스
고정 소스 계산은 매질에 알려진 중성자 소스를 부과하고 문제 전반에 걸쳐 결과 중성자 분포를 결정하는 것을 포함한다. 이 유형의 문제는 차폐 계산에 특히 유용하며, 설계자는 최소한의 차폐 재료를 사용하여 차폐 외부의 중성자 선량을 최소화하려고 한다. 예를 들어, 사용후 핵연료 용기는 운반하는 트럭 운전자를 안전하게 보호하기 위해 필요한 콘크리트 및 강철의 양을 결정하기 위한 차폐 계산이 필요하다.

### 임계
핵분열은 핵이 (일반적으로 두 개의) 더 작은 원자로 분리되는 과정이다. 핵분열이 발생하면 시스템의 점근적 거동을 아는 것이 종종 관심사이다. 원자로가 자체적으로 지속되고 시간에 독립적인 연쇄 반응을 일으키면 "임계"라고 불린다. 시스템이 평형 상태가 아니면 점근적 중성자 분포 또는 기본 모드가 시간이 지남에 따라 기하급수적으로 증가하거나 감소한다.
임계 계산은 임계 원자로와 같이 정상 상태 증식 매질(증식 매질은 핵분열을 겪을 수 있음)을 분석하는 데 사용된다. 손실 항(흡수, 외부 산란, 누설)과 소스 항(내부 산란 및 핵분열)은 중성자속에 비례하며, 소스가 중성자속과 독립적인 고정 소스 문제와 대조된다. 이러한 계산에서 시간 불변의 가정은 중성자 생성이 중성자 손실과 정확히 같아야 함을 요구한다.
이러한 임계는 기하학적 구조의 매우 미세한 조작(일반적으로 원자로의 제어봉을 통해)으로만 달성될 수 있으므로, 모델링된 기하학적 구조가 진정으로 임계일 가능성은 낮다. 모델 설정 방식에 유연성을 허용하기 위해 이러한 문제는 하나의 매개변수가 임계에 도달할 때까지 인위적으로 수정되는 고유값 문제로 공식화된다. 가장 일반적인 공식은 시간 흡수 및 증식 고유값으로, 알파 및 k 고유값이라고도 한다. 알파 및 k는 조정 가능한 양이다.
K-고유값 문제는 원자로 분석에서 가장 일반적이다. 핵분열당 생성되는 중성자 수는 지배적인 고유값에 의해 곱셈적으로 수정된다. 이 고유값의 결과 값은 증식 매질에서 중성자 밀도의 시간 의존성을 반영한다.
- keff < 1, 미임계: 중성자 밀도가 시간이 지남에 따라 감소함;
- keff = 1, 임계: 중성자 밀도가 변하지 않음;
- keff > 1, 초임계: 중성자 밀도가 시간이 지남에 따라 증가함.

원자로의 경우, 중성자속과 출력 밀도는 비례하므로 원자로 시동 시 keff > 1이고, 원자로 작동 시 keff = 1이며, 원자로 정지 시 keff < 1이다.

## 계산 방법
고정 소스 및 임계 계산은 모두 결정론적 방법 또는 확률적 방법을 사용하여 해결할 수 있다. 결정론적 방법에서는 수송 방정식(또는 확산 이론과 같은 그 근사치)이 미분 방정식으로 해결된다. 몬테카를로 방법과 같은 확률적 방법에서는 개별 입자 이력이 추적되고 측정된 상호작용 확률에 의해 지시되는 무작위 보행에서 평균화된다. 결정론적 방법은 일반적으로 다중 그룹 접근 방식을 포함하는 반면, 몬테카를로는 다중 그룹 및 연속 에너지 단면적 라이브러리와 함께 작동할 수 있다. 다중 그룹 계산은 그룹 상수가 중성자 수송 계산의 결과로 결정되는 중성자속-에너지 프로파일을 사용하여 계산되기 때문에 일반적으로 반복적이다.

### 결정론적 방법의 이산화
컴퓨터에서 대수 방정식을 사용하여 수송 방정식을 수치적으로 해결하려면 공간, 각도, 에너지 및 시간 변수를 이산화해야 한다.
- 공간 변수는 일반적으로 기하학적 구조를 메쉬에 많은 작은 영역으로 분할하여 이산화된다. 그런 다음 유한차분 또는 노달 방법을 사용하여 각 메쉬 지점에서 균형을 해결할 수 있다.
- 각도 변수는 이산좌표 및 가중 구적법 세트(SN 방법을 생성함) 또는 구면 조화 함수를 사용한 함수 확장 방법(PN 방법으로 이어짐)으로 이산화될 수 있다.
- 에너지 변수는 일반적으로 다중 그룹 방법으로 이산화되며, 각 에너지 그룹은 하나의 일정한 에너지를 나타낸다. 일부 열중성자로 문제에는 2개의 그룹만으로도 충분할 수 있지만, 고속 중성자로 계산에는 훨씬 더 많은 그룹이 필요할 수 있다.
- 시간 변수는 이산 시간 단계로 분할되며, 시간 미분은 차분 공식으로 대체된다.

### 중성자 수송에 사용되는 컴퓨터 코드

#### 확률적 코드
- COG - LLNL이 개발한 임계 안전 분석 및 일반 방사선 수송을 위한 몬테카를로 코드 (http://cog.llnl.gov)
- MCBEND[3] – ANSWERS 소프트웨어 서비스가 개발 및 지원하는 일반 방사선 수송을 위한 몬테카를로 코드.[4]
- MCNP – 로스앨러모스 국립연구소가 개발한 일반 방사선 수송을 위한 몬테카를로 코드
- MC21[5] – 놀스 원자력 연구소에서 개발된 범용 3D 몬테카를로 코드.
- MCS – 몬테카를로 코드 MCS는 2013년부터 대한민국 울산과학기술원(UNIST)에서 개발되었다.[6]
- Mercury – 로렌스 리버모어 국립연구소가 개발한 몬테카를로 입자 수송 코드.[7]
- MONK[8] – ANSWERS 소프트웨어 서비스가 개발 및 지원하는 임계 안전 및 원자로 물리학 분석을 위한 몬테카를로 코드.[4]
- MORET – 프랑스 IRSN에서 개발된 원자력 시설의 임계 위험 평가를 위한 몬테카를로 코드[9]
- OpenMC – 오픈 소스, 커뮤니티 개발 오픈 소스 몬테카를로 코드[10]
- RMC – 칭화 대학 공학물리학과에서 개발한 일반 방사선 수송을 위한 몬테카를로 코드
- SCONE – Stochastic Calculator Of the Neutron Transport Equation, 캠브리지 대학교에서 개발된 오픈 소스 몬테카를로 코드.[11]
- Serpent – VTT 핀란드 기술 연구 센터가 개발한 몬테카를로 입자 수송 코드[12]
- Shift/KENO – 오크리지 국립연구소가 개발한 일반 방사선 수송 및 임계 분석을 위한 몬테카를로 코드
- TRIPOLI – 프랑스 CEA에서 개발된 3D 범용 연속 에너지 몬테카를로 수송 코드[13]
- UCN - 가치나 PNPI에서 개발된 초저온 중성자 실험 시뮬레이션을 위한 몬테카를로 수송 코드[14]

#### 결정론적 코드
- Ardra – 로렌스 리버모어 국립연구소 중성 입자 수송 코드[15]
- Attila – 상용 수송 코드
- DRAGON – 오픈 소스 격자 물리학 코드
- PHOENIX/ANC – 웨스팅하우스 일렉트릭 코퍼레이션의 독점 격자 물리학 및 전역 확산 코드 스위트
- PARTISN – 로스앨러모스 국립연구소가 개발한 이산좌표법 기반 수송 코드[16]
- NEWT – 오크리지 국립연구소가 개발한 2D SN 코드[17]
- DIF3D/VARIANT – 아르곤 국립 연구소에서 고속 원자로를 위해 개발된 3D 코드[18]
- DENOVO – 오크리지 국립연구소에서 개발 중인 대규모 병렬 수송 코드[17][19]
- Jaguar – 놀스 원자력 연구소에서 개발된 임의의 다면체 그리드를 위한 병렬 3D Slice Balance Approach 수송 코드[20]
- DANTSYS
- RAMA – TransWare Enterprises Inc.가 전력연구소를 위해 개발한 임의 기하학적 모델링을 지원하는 독점 3D 특성곡선법 코드[21]
- RAPTOR-M3G – 웨스팅하우스가 개발한 독점 병렬 방사선 수송 코드
- OpenMOC – 매사추세츠 공과대학교가 개발한 오픈 소스 병렬 특성곡선법 코드[22]
- MPACT – 오크리지 국립연구소와 미시간 대학교가 개발 중인 병렬 3D 특성곡선법 코드
- DORT – 이산좌표 수송
- APOLLO – 프랑스 원자력 및 대체에너지 위원회, 프랑스 전력공사 및 아레바가 사용하는 격자 물리학 코드[23]
- CASMO/SIMULATE – Studsvik이 경수로 분석(정사각형 및 육각형 격자 포함)을 위해 개발한 독점 격자 물리학 및 확산 코드 스위트[24]
- HELIOS – Studsvik이 경수로 분석을 위해 개발한 일반화된 기하학적 구조를 가진 독점 격자 물리학 코드[25]
- milonga – 무료 원자로 노심 분석 코드[26]
- STREAM –  중성자 수송 분석 코드 STREAM(Steady state and Transient REactor Analysis code with Method of Characteristics)은 2013년부터 대한민국 울산과학기술원(UNIST)에서 개발되었다.[27]

## 같이 보기
- 원자로
- 볼츠만 운송 방정식
- TINTE
- 중성자 산란
- MCNPX